# 新化端
新化端為臺灣國道八號的終點、銜接台20線（南部橫貫公路），位於臺灣臺南市新化區，指標為15k。
|  | 15 新化端 |  | 山上 左鎮 新化 |

## 外部連結
- 國道八號新化系統交流道、新化端示意圖 （页面存档备份，存于）（交通部高速公路局）